# Grossissement optique

Schéma de principe du télescope. Le grossissement est négatif.

Le grossissement optique est une grandeur sans dimension définie comme le rapport entre l’angle {\displaystyle \alpha _{2}} sous lequel est vue l’image formée par le système optique et l’angle {\displaystyle \alpha _{1}} sous lequel est vu l’objet à l'œil nu :
où {\displaystyle \alpha _{1}} et {\displaystyle \alpha _{2}} sont des angles orientés. Si l'image est inversée, le grossissement est négatif.
Pour un système afocal, destiné à l'observation d'objets lointains, le grossissement est égal au grandissement angulaire, et les deux termes sont synonymes. Pour un système non afocal, le grossissement dépend de la distance entre le détecteur et l'objet observé. Le grossissement commercial fixe cette distance au punctum proximum — distance minimale de vision distincte, par convention 25 cm. Le grossissement commercial est donc le quotient de ces 250 mm par la distance focale de l'instrument exprimée dans la même unité.
La notion de grossissement n'est en revanche pas directement utilisée pour caractériser :
- le microscope optique, instrument subjectif — qui crée une image virtuelle de l'objet[3], pour lequel on indique la puissance optique, qui est le quotient d'un angle par une longueur ;
- l’appareil photographique, instrument objectif — qui crée une image réelle de l'objet[3], pour lequel on utilise le grandissement transversal et le grandissement linéaire, rapports de longueurs.